# Oliver Paasch
Oliver Paasch (Malmedy, 21 ottobre 1971) è un politico belga, Ministro presidente della Comunità germanofona del Belgio dal 2014.
Fondatore nel 2008 del partito ProDG, è membro del Parlamento della Comunità germanofona del Belgio dal 1997, mentre fa parte del governo dal 2004.

## Biografia

### Vita privata
Oliver Paasch è il figlio maggiore di Lorenz Paasch, politico di spicco del PDB, partito attivo nella Comunità germanofona del Belgio. Studiò presso l'Università di Namur e l'Université catholique de Louvain, nella quale si laureò in giurisprudenza nel 1995. Dopo la laurea, e fino al 2003, lavorò in diversi istituti di credito belgi.
Divorziato da Heike Verheggen, è padre di una coppia di gemelle.

### Carriera politica
Il suo interesse per la politica iniziò a manifestarsi nel corso dei suoi studi presso l'università di Namur con la presidenza dell'associazione degli studenti universitari. Passato all'università cattolica di Ottignies-Louvain-la-Neuve, dal 1993 al 1994 fu presidente dell'associazione degli studenti germanofoni (Eumavia) e vice presidente dell'associazione degli studenti della Vallonia.
Nel 1994 fu tra i fondatori del movimento "Giovani per l'Europa" (ted. Jugend für Europa - Juropa), che partecipò a fianco al PDB alle elezioni per il parlamento della comunità germanofona. Nel 1997 entrò per la prima volta nel Parlamento della comunità e dopo le elezioni del 2004 assunse la carica di ministro per l'istruzione e la ricerca scientifica.
Nel 2008 fondò il partito ProDG, ufficiosamente prosecutore delle idee dei partiti regionalisti PJU e PDB, e mantenne la carica di segretario fino al 2013. Alle elezioni regionali del 2009 il suo partito ottenne 4 dei 25 seggi al parlamento comunitario, e per la legislatura seguente ricoprì il ruolo di ministro dell'istruzione, della formazione e dell'occupazione.
Nelle elezioni successive del 2014 la ProDG guidò la coalizione con il Partito socialista e il Partito per la Libertà e il Progresso, portandola alla vittoria alle elezioni. Il 30 giugno 2014 assunse la carica di Ministro presidente della Comunità germanofona del Belgio, succedendo a Karl-Heinz Lambertz.
Venne riconfermato con la stessa coalizione alle elezioni locali del 2019 e nuovamente, ma con il CSP al posto dell’SP, alle elezioni locali del 2024.